# Annie (musikal)
Annie är en amerikansk musikal från 1977 med musik av Charles Strouse och text av Thomas Meehan och sångtexter av Martin Charnin. Den bygger på den tecknade serien Little Orphan Annie av Harold Gray som började publiceras 1924. Annie handlar om en liten föräldralös flicka som försöker fly från barnhemmet – med den tvära föreståndaren Miss Hannigan – och adopteras av en gammal sträng miljonär, Oliver Warbucks, i 1930-talets Amerika under depressionen.
Musikalen hade premiär på Broadway, Alvin Theatre, den 21 april 1977 med Andrea McArdle i titelrollen och Reid Shelton som Warbucks. Den vann sju Tony Awards, bland annat som årets bästa musikal. På Broadway gick den hela 2 377 gånger.
Den svenska premiären ägde rum på Folkan i Stockholm 1979 med Sigge Fürst i rollen som Warbucks, och en ung Pernilla Wahlgren alternerade i titelrollen. 1999 fick musikalen premiär på Göta Lejon med Sven-Bertil Taube som Warbucks. Lotta Engberg alternerade med Tina Leijonberg som sekreteraren Grace. Barnhemsföreståndaren Miss Hannigan spelades av Charlott Strandberg, Lars-Göran Persson och Sara Lindh gjorde hennes bror och svägerska. I rollen som Annie alternerade Frida von Schewen, Maria Hazell och Emilia Brown.
Mest kända sång från musikalen är "Tomorrow", vilken gav en tro på en gyllene morgondag i depressionstidens pessimism.

## Filmatiseringar
1982 hade Columbia Pictures filmatisering av musikalen premiär, i regi av John Huston och med Albert Finney som Daddy Warbucks, Carol Burnett som Miss Hannigan, Ann Reinking som Grace Farrell, Tim Curry som Rooster, Bernadette Peters som Lily och Aileen Quinn som Annie. Filmen fick 1995 en uppföljare med TV-filmen Annie: A Royal Adventure!.
1999 gjordes en TV-film av musikalen, regisserad av Rob Marshall och 2014 regisserade Will Gluck en filmatisering där handlingen förflyttats till nutid. 